# Быстрянский (Орловский район)
Быстрянский — хутор в Орловском районе Ростовской области.
Административный центр Луганского сельского поселения.

## Население
| 2010 |
| ---- |
| 945  |

## Улицы
| - ул. 50 лет Комсомола, - ул. Братская, - ул. Западная, - ул. Мира, - ул. Октябрьская, - ул. Прудовая, | - ул. Спортивная, - пер. Донской, - пер. Майский, - пер. Мирный, - пер. Новый, - пер. Пионерский, | - пер. Садовый, - пер. Свободный, - пер. Северный, - пер. Степной, - пер. Школьный, - пер. Южный. |